# Mesarič
Mesarič je priimek  v Sloveniji, ki ga je po podatkih Statističnega urada Republike Slovenije na dan 31. decembra 2019 uporabljalo 791 oseb in je med vsemi priimki po pogostosti uporabe zavzemal 257. mesto.

## Znani nosilci priimka
- Andrej Mesarič (*1940), kemik, gospodarstvenik (Mb)
- Črt(omir) Mesarič, bančnik, član Foruma 21
- Dominik Mesarič (*1988), hokejist na travi
- Franc Mesarič (1938—2020), slikar in grafik
- Janez Mesarič, industrijski oblikovalec
- Ladislav Mesarič, atletski in tekvondojski trener
- Leon Mesarič (*1933), metalurg, novator, šolnik, baletnik, šp.telovadec, letalec
- Marija Mesarič (*1942), glasbena pedagoginja in šolnica (Jesenice)
- Martin Mesarič (*1987), hokejist na travi
- Matjaž Mesarič (*1968), veterinar
- Miran Mesarič (*1955), hokejist na travi
- Robert Mesarič (*1981), hokejist na travi
- Vid Mesarič (1933—2020), statistik
- Violeta Vladimira Mesarič Jazbinšek (*1972), evangeličanska duhovnica